# Лангенталь
Лангенталь (нем. Langenthal) — город в Швейцарии, в кантоне Берн.
До 2009 года входил в состав округа Арванген, с 2010 года входит в округ Обераргау. Население составляет 15 644 человека (на 31 декабря 2019 года). Официальный код — 0329.

## Известные жители и уроженцы
- Адриан Эшбахер — швейцарский пианист